# اسماعیل افتخاری

اسماعیل افتخاری معروف به اسمال تیغ‌زن (زاده ۱۳۲۲) از اراذل و اوباش محله شهرنو تهران در سالهای قبل از انقلاب بود که پس از انقلاب با سوءاستفاده از موقعیت پیش آمده وارد کمیته انقلاب اسلامی تهران شد و در سال ۱۳۶۴ با افشای تخلفات عدیده اش اخراج شد. بیش از ده سال بعد پرونده سه هزار صفحه‌ای برای وی تشکیل که در سال ۱۳۷۷ به اتهام ده‌ها فقره زورگیری، ربودن و تجاوز جنسی به دختران، سرقت اموال مردم، جاسوسی، قاچاق مواد مخدر، شکنجه و قتل، سرقت آثار باستانی و غیره بخشی از اتهاماتش بود.
اسماعیل به ده سال زندان محکوم گردید که حدود هشت سال را در زندان سپری کرد. او در بسیاری سازمان‌های انقلابی دیگر از جمله بنیاد مستضعفان، دادگاه انقلاب، حراست سازمان دخانیات و … مسئولیت داشته‌است.
عوامل وی در مدت محاکمه نیز به تهدید شاکیان و خانواده ایشان می‌پرداختند. وی که پیش از انقلاب از اوباش محله جمشید (یکی از محلات سابق شهر تهران که مرکز قمار و مراکز فحشا) بوده‌است، بلافاصله پس از انقلاب به سمت ریاست گروه ضربت کمیته منطقه دوازده تهران و پست‌های دیگری رسید.
وی در دوران زندان از عوامل حمله به زندانیان سیاسی همچون ناصر زرافشان (وکیل خانواده مقتولان قتل‌های زنجیره‌ای) و دانشجویان سیاسی در بند بوده و بارها اقدام به ضرب و جرح زندانیان سیاسی نمود. او نهایتاً دو سال پیش از پایان مدت محکومیت ده ساله خود، به دلیل خوشرفتاری مورد عفو قرار گرفت و آزاد گردید.
اسماعیل همچنین به فعالیت تجاری روی آورد و از طریق مزایده عمومی یک کشتی باری را تصاحب کرد و بعد با ثبت یک شرکت حمل و نقل دریایی، چهار کشتی را به شرکت خود ملحق نمود.